# Weathers (banda)
Weathers es una banda de rock estadounidense de Los Ángeles.
El grupo está compuesto por Cameron Boyer (voz, guitarra, piano, teclados), Cameron Olsen (guitarra, coros), Cole Carson (batería, percusión, coros) y Brennen Bates (bajo, coros, piano, teclados) .

## Historia
Inicialmente, el vocalista Cameron Boyer y el guitarrista Cameron Olsen se conocieron en 2012 mientras asistían a una batalla de bandas en el suburbio de Manhattan Beach en Los Ángeles. Los padres de Boyer y de Carson tocaron en una banda en una ciudad de Illinois, y el padre de Boyer sugirió que conociera a Carson después de verlo en YouTube. Para el año 2015, finalmente habían formado Weathers , reclutando al bajista Brennen Bates y al baterista Cole Carson . Firmando con RCA Records, lanzaron su primer sencillo, "I Don't Wanna Know", una canción increíblemente que hizo comparaciones con Walk the Moon y the Neighborhood.. Los fanáticos lo siguieron, y en marzo de 2016 consiguieron un puesto en SXSW. Su sencillo de seguimiento, "Happy Pills", atrajo aún más la atención de la banda, convirtiéndose en la canción más agregada a la radio rock en julio de 2016. En 2018, lanzaron el EP Kids in the Night , con el sencillo "1983."

### Debut (2015)
Weathers lanzó dos sencillos, "I Don't Wanna Know" y "Happy Pills". El último fue la canción más añadida en radio alternativa en su fecha de impacto, y recibió la mayor cantidad de adiciones para artista nuevo en la década de 2010. "Happy Pills", finalmente alcanzó su punto máximo en el número 21 en el Billboard Alternative Songs. Weathers también han viajado con Saint Motel, Nothing But Thieves, y Dreamers. Cuenta con casi 2 millones de oyentes mensuales en la plataforma de Spotify.

## Miembros
- Cameron Boyer – voz, guitarra, piano, teclados (2015–presentes)
- Cameron Olsen – guitarra, coros (2015–presente)
- Cole Carson – batería, percusión, coros (2015–2022)
- Brennen Bates – bajo, coros, piano, teclados (2015–presentes)

## Discografía

### Álbumes
Happy Pills RCA
Kids In The Night (2018)

### EP
Kids In The Night - Parte 1 (2018)
Kids In The Night - Parte 2 (2018)

### Sencillos
| Título                 | Año  | Posiciones de gráfico de la cumbre | Posiciones de gráfico de la cumbre | Álbum               |
| Título                 | Año  | Canciones alternativas             | Rock Airplay                       | Álbum               |
| ---------------------- | ---- | ---------------------------------- | ---------------------------------- | ------------------- |
| "Happy Pills"          | 2016 | 21                                 | 42                                 |                     |
| "I Don't Wanna Know"   | 2016 |                                    |                                    |                     |
| "Problems"             | 2018 |                                    |                                    | "Kids In The Night" |
| "1983"                 | 2018 |                                    |                                    | "Kids In The Night" |
| "The Night Is Calling" | 2018 |                                    |                                    | "Kids In The Night" |